# Fondisjön

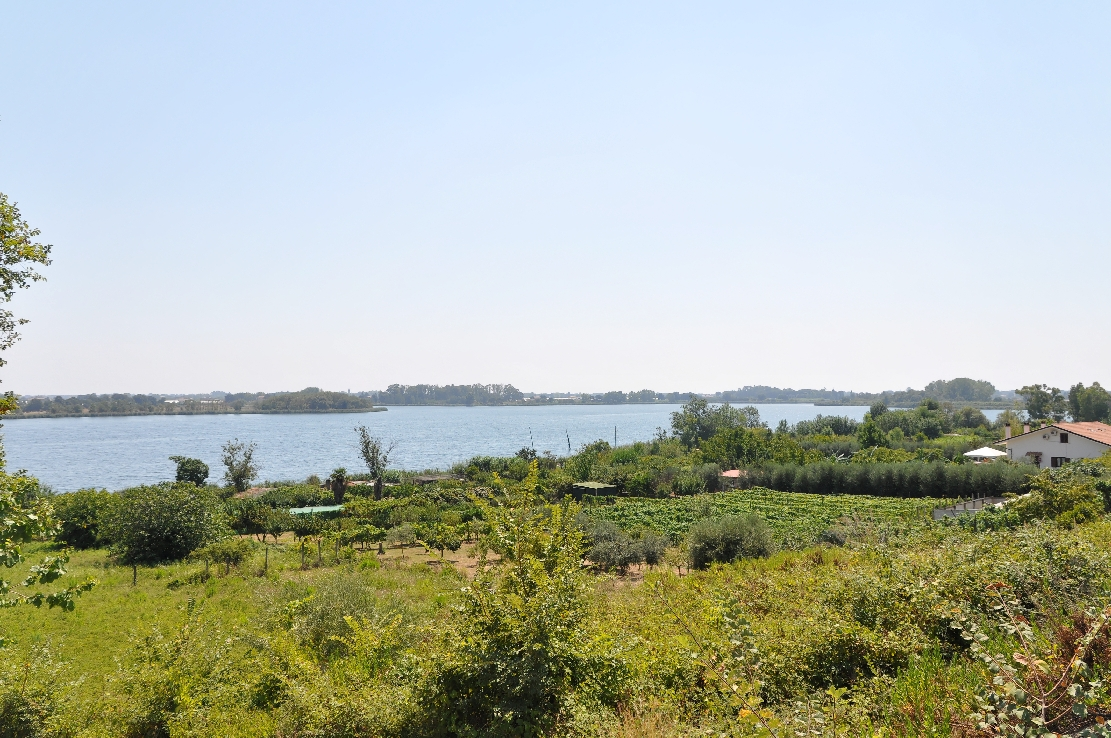
Piana di Fondi sedd från Monte Circeo ovanför Terracina, i riktning sydöst. Fondisjön och en anslutande kanal syns i övre vänstra hörnet.

Fondisjön (italienska: Lago di Fondi) är en bräckt sjö omkring 90 km sydöst om Rom i provinsen Latina, Lazio, Italien. 